# Guruia
Genre
Guruia est un genre d'opilions eupnois de la famille des Phalangiidae.

## Distribution
Les espèces de ce genre se rencontrent en écozone afrotropicale.

## Liste des espèces
Selon World Catalogue of Opiliones (29/04/2021) :
- Guruia africana (Karsch, 1878)
- Guruia longipes Roewer, 1911
- Guruia quadrispina Roewer, 1911
- Guruia talboti Roewer, 1911
- Guruia ultima Caporiacco, 1949

## Publication originale
- Loman, 1902 : « Neue aussereuropäische Opilioniden. » Zoologische Jahrbücher, vol. 16, p. 163–216 (texte intégral).